# Lawrence Doherty
Pour les articles homonymes, voir Doherty (homonymie).
Hugh Lawrence « Laurie » Doherty, né le 8 octobre 1875 à Wimbledon et mort le 21 août 1919 à Broadstairs dans le Kent, est un joueur de tennis britannique.
Surnommé « Little Do », il est le frère cadet de Reginald Doherty. Considéré comme le meilleur joueur du monde entre la fin des années 1890 et 1906, il a remporté le tournoi de Wimbledon cinq fois en simple et huit fois en double, avec son frère.
En 1900, il a également remporté la médaille d'or en simple et en double aux Jeux olympiques de Paris, ainsi que la médaille de bronze avec Marion Jones en double mixte.
Il est le premier joueur à remporter deux tournois du Grand Chelem différents, qui plus est consécutivement, après ses victoires à Wimbledon puis aux US National Championships en 1903.
Formé au Trinity Hall, il a été lieutenant dans l'aviation anglaise. Jouant surtout au golf à partir des années 1910, il meurt à l'âge de 43 ans des suites d'une longue maladie contractée durant la guerre.
Il est membre du International Tennis Hall of Fame depuis 1980.

## Palmarès (partiel)

### Titres en simple messieurs
|   | Date | Nom et lieu du tournoi             | Cat.      | Surf.        | Finaliste      | Score              |          |
| - | ---- | ---------------------------------- | --------- | ------------ | -------------- | ------------------ | -------- |
| 1 | 1900 | Jeux olympiques, Paris             | JO        | Terre (ext.) | Harold Mahony  | 6-4, 6-2, 6-3      | Parcours |
| 2 | 1902 | The Championships, Wimbledon       | G. Chelem | Herbe (ext.) | Arthur Gore    | 6-4, 6-3, 3-6, 6-0 | Parcours |
| 3 | 1903 | The Championships, Wimbledon       | G. Chelem | Herbe (ext.) | Frank Riseley  | 7-5, 6-3, 6-0      | Parcours |
| 4 | 1903 | US National Championships, Newport | G. Chelem | Herbe (ext.) | William Larned | 6-0, 6-3, 10-8     | Parcours |
| 5 | 1904 | The Championships, Wimbledon       | G. Chelem | Herbe (ext.) | Frank Riseley  | 6-1, 7-5, 8-6      | Parcours |
| 6 | 1905 | The Championships, Wimbledon       | G. Chelem | Herbe (ext.) | Norman Brookes | 8-6, 6-2, 6-4      | Parcours |
| 7 | 1906 | The Championships, Wimbledon       | G. Chelem | Herbe (ext.) | Frank Riseley  | 6-4, 4-6, 6-2, 6-3 | Parcours |

### Finale en simple messieurs
|   | Date | Nom et lieu du tournoi       | Cat. | Surf.        | Vainqueur        | Score                   |          |
| 1 | 1898 | The Championships, Wimbledon |      | Herbe (ext.) | Reginald Doherty | 6-3, 6-3, 2-6, 5-7, 6-1 | Parcours |

### Titres en double messieurs

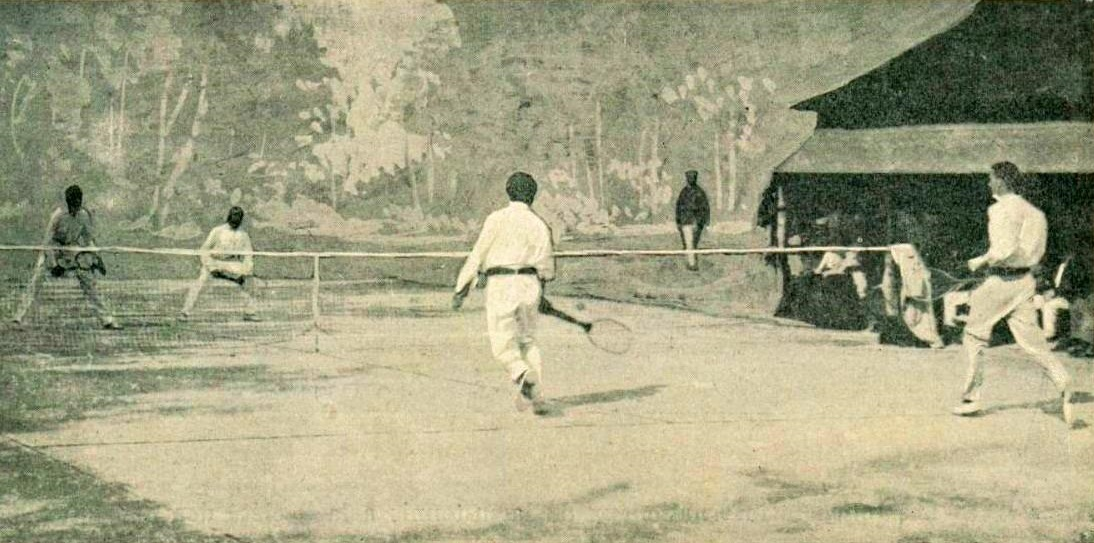
Les frères Doherty, lors de la finale du double de lawn-tennis aux JO de 1900 à Paris.

|    | Date | Nom et lieu du tournoi       | Cat.      | Surf.        | Partenaire       | Finalistes                        | Score                   |
| -- | ---- | ---------------------------- | --------- | ------------ | ---------------- | --------------------------------- | ----------------------- |
| 1  | 1897 | The Championships, Wimbledon | G. Chelem | Herbe (ext.) | Reginald Doherty | Wilfred Baddeley Herbert Baddeley | 6-4, 4-6, 8-6, 6-4      |
| 2  | 1898 | The Championships, Wimbledon | G. Chelem | Herbe (ext.) | Reginald Doherty | Clarence Hobart Harold Nisbet     | 6-4, 6-4, 6-2           |
| 3  | 1899 | The Championships, Wimbledon | G. Chelem | Herbe (ext.) | Reginald Doherty | Clarence Hobart Harold Nisbet     | 7-5, 6-0, 6-2           |
| 4  | 1900 | The Championships, Wimbledon | G. Chelem | Herbe (ext.) | Reginald Doherty | Harold Nisbet Herbert Barrett     | 9-7, 7-5, 4-6, 3-6, 6-3 |
| 5  | 1900 | Jeux Olympiques d'été, Paris | JO        | Terre (ext.) | Reginald Doherty | B. S. de Garmendia · Max Decugis  | 6-1, 6-1, 6-0           |
| 6  | 1901 | The Championships, Wimbledon | G. Chelem | Herbe (ext.) | Reginald Doherty | Dwight Davis Holcombe Ward        | 4-6, 6-2, 6-3, 9-7      |
| 7  | 1902 | US National Champ’s, Newport | G. Chelem | Herbe (ext.) | Reginald Doherty | Holcombe Ward Dwight Davis        | 11-9, 12-10, 6-4        |
| 8  | 1903 | The Championships, Wimbledon | G. Chelem | Herbe (ext.) | Reginald Doherty | Sydney Smith Frank Riseley        | 6-4, 6-4, 6-4           |
| 9  | 1903 | US National Champ’s, Newport | G. Chelem | Herbe (ext.) | Reginald Doherty | Kreigh Collins Harry Wainder      | 7-5, 6-3, 6-3           |
| 10 | 1904 | The Championships, Wimbledon | G. Chelem | Herbe (ext.) | Reginald Doherty | Sydney Smith Frank Riseley        | 6-1, 6-2, 6-4           |
| 11 | 1905 | The Championships, Wimbledon | G. Chelem | Herbe (ext.) | Reginald Doherty | Sydney Smith Frank Riseley        | 6-2, 6-4, 6-8, 6-3      |

### Finales en double messieurs
|   | Date | Nom et lieu du tournoi       | Cat.      | Surf.        | Vainqueurs                 | Partenaire       | Score                    |
| - | ---- | ---------------------------- | --------- | ------------ | -------------------------- | ---------------- | ------------------------ |
| 1 | 1902 | The Championships, Wimbledon | G. Chelem | Herbe (ext.) | Sydney Smith Frank Riseley | Reginald Doherty | 4-6, 8-6, 6-3, 4-6, 11-9 |
| 2 | 1906 | The Championships, Wimbledon | G. Chelem | Herbe (ext.) | Sydney Smith Frank Riseley | Reginald Doherty | 6-8, 6-4, 5-7, 6-3, 6-3  |